# Androsace amurensis
Androsace amurensis är en viveväxtart som beskrevs av N.S. Probatova. Androsace amurensis ingår i släktet grusvivor, och familjen viveväxter. Inga underarter finns listade i Catalogue of Life.